# 格林維爾鎮區 (北達科他州拉穆爾縣)
格林維爾鎮區（英語：Greenville Township）是位於美國北達科他州拉穆爾縣的一個鎮區。

## 地方資料
格林維爾鎮區的面積為93.10平方千米，當中陸地面積為92.90平方千米，而水域面積為0.20平方千米。根據2020年美國人口普查的數據，當地共有人口54人，而人口密度為每平方千米0.58人。